# Юго-Западный фронт ПВО
Юго-Западный фронт ПВО — оперативно-стратегическое объединение войск ПВО в вооружённых силах СССР во время Великой Отечественной войны. Образован 24 декабря 1944 года на базе Южного фронта ПВО. Штаб фронта дислоцировался в городе Львове.

## Состав фронта
В состав фронта входили:
- корпуса ПВО: 5-й, 6-й, 7-й, 8-й, 9-й, 10-й, 11-й и 12-й
- дивизии ПВО: 85-я, 86-я, 87-я и 88-я
- истребительные авиационные корпуса ПВО: 9-й и 10-й

По состоянию на 1 января 1945 года боевой состав фронта включал:
- свыше 800 истребителей
- 4600 артиллерийских зенитных орудий
- 2800 зенитных пулемётов
- 1000 зенитных прожекторов
- 200 аэростатов заграждения

## Командный состав
- Командующий — генерал-полковник артиллерии Г.С. Зашихин
- Член Военного — совета генерал-лейтенант Н.Ф. Гритчин
- Начальник штаба — генерал-майор Н.Ф. Курьянов

## Боевая задача фронта
На войска фронта были возложены задачи противовоздушной обороны важнейших промышленных районов и объектов юга СССР, а также коммуникаций и баз снабжения 1, 2, 3 и 4-го Украинских фронтов от воздушных ударов противника.